# Бешуля, Спиридон Ерофеевич
Спиридо́н Ерофе́евич Бешу́ля (12 декабря 1907, село Улаклы Екатеринославской губернии — 18 июня 1979, село Елизаветовка Марьинского района Донецкой области) — новатор колхозного производства, председатель колхоза «Октябрь» Марьинского района Донецкой области УССР.
Дважды Герой Социалистического Труда (1950, 1958).

## Биография
Родился в 1907 году в многодетной крестьянской семье в селе Улаклы. В раннем детстве осиротел: его отец погиб на фронте Первой мировой войны, затем умерла мать. Воспитывался дедушкой. С 1925 года проходил службу в Красной Армии. В 1931 году вступил в ВКП(б). После армии обучался в Артёмовской партийной школе, после которой по направлению партии с 1936 года трудился на ответственных должностях в сельском хозяйстве Марьинского района. Возглавлял партийную организацию в селе Новоукраинка Марьинского района, колхозе «Червоный трудовик».
В 1937 году избран председателем колхоза «Трудовая» (после укрупнения в 1950 году — колхоз «Октябрь») Марьинского района с центральной усадьбой в селе Елизаветовка. После освобождения Донбасса от немецких оккупантов восстанавливал разрушенное колхозное хозяйство. За короткое время в годы послевоенной Четвёртой пятилетки (1946—1950) вывел колхоз в число передовых сельскохозяйственных предприятий Сталинской области.
В 1949 году колхоз сдал государству в среднем по 30,5 центнеров пшеницы с площади 150 гектаров. Указом Президиума Верховного Совета СССР от 2 июня 1950 года удостоен звания Героя Социалистического Труда за «получение высоких урожаев пшеницы и подсолнечника в 1949 году» с вручением ордена Ленина и золотой медали «Серп и Молот» (№ 5019).
Этим же указом званием Героя Социалистического Труда были награждены труженики колхоза агроном Григорий Степанович Григоренко и бригадир Каленик Иосифович Белецкий.
В 1957 году колхоз получил 80 центнеров мяса, 850 центнеров молока и 170 пудов пшеницы на сто гектаров земельных угодий. Указом Президиума Верховного Совета СССР от 2 июня 1950 года удостоен звания Героя Социалистического Труда за «выдающиеся успехи в деле получения высоких и устойчивых урожаев зерновых и технических культур, производстве продуктов животноводства, широкое использование достижений науки и передового опыта в возделывании сельскохозяйственных культур, подъём животноводства и умелое руководство колхозным производством» с вручением ордена Ленина и золотой медали «Серп и Молот» (№ 67).
Возглавляемый им колхоз в 1967 году награждён орденом Ленина за получение в среднем с каждого гектара по 26 центнеров зерновых, по 25,8 центнеров подсолнечника и по 32 центнера кукурузы.
Избирался делегатом XXII и XXIII съездов КПСС и XX съезда КП Украины.
В 1969 году вышел на пенсию. Умер в 1979 году в селе Елизаветовка Донецкой области.

## Награды
- Герой Социалистического Труда — дважды (1950, 1958)
- Орден Трудового Красного Знамени — дважды (15.10.1953; 30.04.1966)
- медали СССР,
- Большая золотая медаль ВСХВ (1953).
- Малая золотая медаль ВСХВ (1955)
- Диплом Почёта ВСХВ (16.06.1958)

## Память
В центре села Улаклы установлен памятник С. Е. Бешуле. Также ему установлен памятник в селе Елизаветовка Марьинского района.

## Интересные факты
В украинских источниках, включая Украинскую Википедию, имя С. Е. Бешули указывается как Свирид Ерофеевич (укр. Свирид Єрофійович).